# Putinversteher
Putinversteher oder Putin-Versteher ist ein politisches Schlagwort, das in der Regel abwertend Personen bezeichnet, die behaupten, oder denen unterstellt wird, Wladimir Putins Sorgen, Erwartungen oder Handeln, insbesondere in der Außenpolitik gegenüber dem Westen, nachvollziehen zu können und unter diesem Deckmantel verteidigen. Der Begriff tauchte erstmals 2014 im Zuge des russischen Kriegs in der Ukraine auf. Nach dem russischen Überfall auf die Ukraine 2022 ging der Begriff als Lehnwort in mehrere Sprachen ein. Eine analoge Wortbildung ist Stalinversteher, wie etwa Lion Feuchtwanger genannt wird. Eng verwandt ist das Schlagwort zudem mit dem Begriff Russlandversteher.

## Definition
Die Osteuropahistorikerin Franziska Davies in der Süddeutschen Zeitung:

„Über Jahre genossen Putin-Verteidiger (absurderweise als ‚Russland-Versteher‘ bezeichnet) […] eine hohe Präsenz in der Öffentlichkeit. Mit ihren Büchern wurde Geld verdient, ihre Auftritte versprachen hohe Einschaltquoten. Daran änderte sich über Jahre nichts, obwohl Experten wiederholt darauf hinwiesen, dass deren Thesen auf einer verqueren Russland-Romantik, einer Verharmlosung von eklatanten Menschenrechtsverletzungen durch das Putin-Regime, dem Verdrehen oder Weglassen von Fakten und einem erschreckenden Mangel an Empathie für die Opfer Putins in der Ukraine oder anderswo beruhten. Die ‚Russland-Versteher‘ zeichneten sich nicht zuletzt durch einen zutiefst imperialen Blick auf Ostmitteleuropa aus und stellten sich damit in die Tradition eines Denkmusters in Deutschland, deren schlimmste Folgen sich im Zweiten Weltkrieg gezeigt hatten.“

Zeit-Redakteur Michael Thumann:

„Auch unzweifelhaft demokratische Politiker redeten uns in den vergangenen Jahren ein, das System Putin sei schon ganz richtig für das große Russland, es sei berechenbar. Und eigentlich seien doch die kriegslüsternen US-Amerikaner an allem schuld, die uns ihr Fracking-Gas verkaufen und obendrein mehr Geld für Waffen wollen. Und der russische Oppositionelle Alexej Nawalny, ist der nicht Nationalist? Die Krim schon ‚immer‘ russisch? Das waren die Argumente, mit denen Deutschland in die dramatische Abhängigkeit von Russlands Rohstoffen gestürzt und die deutsche Resilienz geschwächt wurde.“

Focus-Redakteur Axel Spilcker:

„Putin galt sogar als Stabilisator im zerfallenden Sowjetimperium. Dialog, Einbindung durch wirtschaftliche Zusammenarbeit – all dies schien der Königsweg zu einem friedlichen Europa inklusive des russischen Bären zu sein.“

Der Osteuropa-Spezialist Andreas Umland in der Neuen Zürcher Zeitung:

„Der Kreml verteidigt mit seiner oft abenteuerlichen Aussenpolitik weniger missachtete nationale Interessen als die Privatinteressen der Machthaber. Putin-Versteher tun den Russen keinen Gefallen. Totschlagargument der sogenannten «Putin-Versteher» in Debatten um westliche Osteuropapolitik ist häufig der Vorwurf der Russophobie. Sich verständnisvoll gebende Interpreten der heutigen russischen Aussenpolitik halten Kritikern von Moskaus Verhalten mangelnde Empathie oder gar versteckte Xenophobie bezüglich des russischen Volkes und seiner Traditionen, Sorgen und Anschauungen vor.“

Der frühere NZZ-Korrespondent Reinhard Meier in Journal21:

„Der Ausdruck Putin-Versteher muss nicht grundsätzlich ein negativer Begriff oder gar ein Schimpfwort sein. Diesen verpönten Beigeschmack hat er allgemein erst seit dem mörderischen Überfall Putins auf die Ukraine bekommen. Putin-Versteher gelten heute im gängigen Sprachgebrauch als Putin-Claqueure, die im Prinzip gutheissen oder zumindest Verständnis für alles signalisieren, was der Kremlherrscher tut. […] Putin-Versteher argumentieren aus irgendwelchen naiven oder romantischen Gründen, aus narzisstischem Besserwisser-Reflex oder einfach aus schnödem Marktkalkül, der russische Angriffskrieg in der Ukraine sei zwar eine schreckliche Entwicklung. Doch gleichzeitig müsse man auch die Vorgeschichte berücksichtigen, Putin sei vom Westen immer wieder «gedemütigt» worden, die erweiterte Nato bedeute aus Moskauer Sicht eine echte militärische Bedrohung für Russland und die Ukraine habe ja historisch immer zum russischen Reich gehört. Aus diesen und andern Gründen könne man die Verantwortung für diesen tragischen Krieg nicht allein Putin zuschieben.“

## Verbreitung des Begriffs
Am 24. Februar 2014 führte Robert Leicht, politischer Korrespondent der Zeit, den Begriff in den Pressediskurs ein. Er empfahl dem „Ex-Kanzler und Putin-Versteher Gerhard Schröder, sich mit seinen Ratschlägen etwas mehr zurückzuhalten“. Am 16. März 2014 leitete Leicht einen eigenen Kommentar mit folgenden Worten ein: „Man kommt schnell in den unansehnlichen Ruf des Russlandverstehers, wenn man sich dem kollektiven Zwang zur Verurteilung Putins nicht ohne die geringste Widerrede fügt.“ In der Zwischenzeit hatten fast alle überregionalen Medien die Rede von den Putin-Verstehern – teilweise auch als Moskau- oder Russland-Versteher – in Kommentaren zum russischen Angriff auf die Ukraine übernommen. „Putin-Versteher“ in der Bedeutung „Unterstützer des russischen Präsidenten Wladimir Putin im Ukrainekonflikt“ wurde am häufigsten als Unwort des Jahres 2014 in Deutschland vorgeschlagen, ausgewählt wurde jedoch „Lügenpresse“.

## Verwendung des Begriffs

### In der bundesdeutschen Politik
Die Tageszeitung Die Welt befand im März 2014 nach der Annexion der Halbinsel Krim durch Russland: „Die Riege der deutschen Putin-Versteher in der Ukraine-Krise reicht von ganz links bis weit nach rechts.“ Sie zählte dazu den SPD-Politiker Gernot Erler, den ehemaligen Vizepräsidenten der EU-Kommission Günter Verheugen (SPD), den CSU-Politiker Peter Gauweiler und den damaligen stellvertretenden CDU-Vorsitzenden Armin Laschet. Laut dem Sender WDR leisteten AfD und Die Linke gleichermaßen „Propagandahilfe für Putin“.
Das Magazin Focus verwies eine Woche vor dem russischen Überfall auf die Ukraine am 24. Februar 2022 auf die Hufeisentheorie:

„In der Debatte um Russland und die Ukraine sind sich Rechts- und Linksaußen auffallend einig. Die Putin-Versteher billigen Russland einen »Vorhof« zu und bestreiten die Wirkungsmacht des Völkerrechts. Dagegen steht die komplette Mitte von Union über FDP und SPD bis hin zu den Grünen. Man sieht: die Hufeisentheorie lebt.“

Der Historiker Gerd Koenen befand zwei Monate nach dem russischen Überfall auf die Ukraine Ende April 2022 im Spiegel:

„Die Garde der Putin-Versteher war ja noch bis in jüngste Zeit eine ziemlich breite Querkoalition: christ- und sozialdemokratische Ministerpräsidenten, Ost-Ausschuss der Deutschen Wirtschaft, Entspannungsnostalgiker und Realpolitiker, radikale Linke und extreme Rechte.“

Der langjährige Osteuropa-Korrespondent Thomas Urban stellte fest:

„Putins autoritärer und antiwestlicher Kurs, sein machohafter Stil, seine Homophobie und Fremdenfeindlichkeit machen ihn zum Vorbild für rechtsextreme Gruppierungen in den EU-Ländern. […] Dass er mit diesem Konzept in Deutschland so viel Zuspruch in der Partei Die Linke und bei manchen Altsozialdemokraten gefunden hat, gehört zu den kuriosen Fußnoten unserer Zeit.“

#### AfD
Der Spiegel nannte die Alternative für Deutschland einen „Hort der Putin-Versteher“, in dem man sich seit dem russischen Überfall auf die Ukraine im Februar 2022 allerdings „in der Russlandfrage uneins“ sei. Die Zeit zählte zu den prominentesten Putin-Verstehern die frühere Fraktionsvorsitzende Alice Weidel, den Vorsitzenden Tino Chrupalla sowie dessen Vorgänger Alexander Gauland. 2013 hatte Gauland vor einer Annäherung der EU an die Nachfolgestaaten der früheren Sowjetunion gewarnt. Russland habe „die Loslösung ‚des heiligen Kiew‘, der Keimzelle Russlands, nie verwunden“, schrieb Gauland in einem AfD-Papier. Diese Trennung sei „nur vergleichbar mit der Abtrennung Aachens oder Kölns von Deutschland. Die EU sollte daher eine Annäherung an diese Staaten nur mit äußerster Vorsicht und unter Wahrung der Empfindlichkeiten Russlands betreiben.“
Der AfD-Vorsitzende Tino Chrupalla wies den Vorwurf einer zu großen Nähe zu Russland zurück: „Ich bin kein Putin-Versteher, ich bin auch kein Washington-Versteher oder Brüssel-Versteher. Ich sehe mich als Politiker, der deutsche Interessen im In- und Ausland vertritt.“ Waffenlieferungen an die Ukraine und Sanktionen gegen Russland lehne er ab, da es sich um einen „Stellvertreterkrieg zwischen den USA und Russland“ handle. Der Westen habe „die berechtigten Sicherheitsinteressen Russlands“ ignoriert. Am 9. Mai 2023, dem Jahrestag des Sieges über Nazi-Deutschland, nahm Chrupalla an einem Empfang in der russischen Botschaft in Berlin teil.
Die Russlandnähe führender AfD-Politiker ist in der Partei allerdings umstritten, die FAZ berichtete im Juli 2023 von einer Konfrontation von „Putin-Jüngern“ und „Nato-Boys“.

#### Die Linke
Mandatsträger der Linken erklärten als Wahlbeobachter des von den russischen Besatzern durchgeführten Referendums über die Unabhängigkeit der Krim am 16. März 2014, dass sie keine Unregelmäßigkeiten bei dem Urnengang festgestellt hätten; allerdings verurteilten die Vollversammlung der Vereinten Nationen sowie der Europarat das Referendum als illegal und manipuliert. Der Spiegel stellte daraufhin die Frage: „Ist die Linke eine Partei voller Putin-Versteher?“ Der Verfasser des Artikels gab selbst die Antwort:

„Manches, was in diesen Tagen von der Linkspartei zu hören ist, ist mit den Schlagworten russischer Propaganda durchtränkt. […] Russland verstehen, mit Russland reden. Das ist die Politik, die die Linke in der Krim-Krise anbietet. Es sind alte Muster, die sich auch aus den Prägungen der Parteiströmungen - hier die DDR-Staatsräson, dort westdeutscher Antikapitalismus - ergeben. Die Linkspartei sieht es seit jeher als ihre Aufgabe an, russische Interessen zu berücksichtigen. Die Nato soll überwunden werden durch eine Struktur, die Russland einbindet.“

Gregor Gysi, der Fraktionsvorsitzende der Linken, sagte im Bundestag zur Kritik an Moskau durch die westlichen Staaten, die nach seinen Worten völkerrechtswidrig in die Konflikte im auseinandergebrochenen Jugoslawien eingegriffen und den Irak angegriffen hatten: „Wenn Völkerrechtsverletzer einem Völkerrechtsverletzer vorwerfen, das Völkerrecht zu verletzen, ist das unglaubwürdig.“ Mit dem russischen Überfall auf die Ukraine im Februar 2022 brach Gregor Gysi mit seiner bisherigen Überzeugung und äußerte: „Ich bin zutiefst entsetzt und mit Putin restlos fertig.“ Im Nachgang richtete sich Gysi an die „Putin-Versteherin“ Sahra Wagenknecht und sechs weitere Genossen und warf ihnen „völlige Emotionslosigkeit“ vor.
Der Bundestagsabgeordnete Andrej Hunko, laut dem Spiegel ebenfalls Putin-Versteher, besuchte 2015 Vertreter des von Moskau eingesetzten Regimes im Donbass. Den russischen Überfall auf die Ukraine im Februar 2022 verurteilte Hunko allerdings.
Der ehemalige Ministerpräsident des Saarlandes und Mitgründer der Linkspartei Oskar Lafontaine forderte wenige Tage vor dem russischen Überfall auf die Ukraine im Februar 2022 gegenüber der Deutschen Presse-Agentur: „Der Westen muss zum Putinversteher werden, sonst gibt es keinen Frieden.“ Im saarländischen Landtag sagte Lafontaine: „Die ganze Politik der westlichen Staaten - natürlich unter Führung der USA, die machen die Politik, niemand anderes - beruht auf Lügen.“ Die USA hätten auch „einen Umsturz“ in der Ukraine finanziert, sie kreisten Russland und China ein.
Lafontaines Ehefrau Sahra Wagenknecht, die Der Spiegel „Russland-Versteherin“ und Die Zeit eine „unerschütterliche Putin-Apologetin“ nannte, behauptete wenige Tage vor dem russischen Überfall auf die Ukraine, dass Putin „kein Interesse“ an einem Einmarsch in das Nachbarland habe. Bereits 2014 hatte ihr Der Spiegel ein „bemerkenswertes Verständnis“ für die völkerrechtswidrige russische Besatzung der Krim vorgehalten. Im März 2022 gestand Wagenknecht ihren Irrtum bei der Beurteilung Putins ein, sie behauptete aber: „Ohne die schleichende Nato-Integration der Ukraine hätte es diesen Krieg nicht gegeben.“ Die Zeit befand, dass Wagenknecht mit dieser Argumentation der NATO die Schuld für den russischen Angriffskrieg gebe, und stellte die Frage, ob sie noch in deutsche Talkshows gehöre. Auf dem Parteitag der Linken im Juni 2022 scheiterten Wagenknecht und ihre Gefolgsleute unter den Delegierten mit einem Antrag, die Verurteilung des „verbrecherischen Angriffskriegs“ sowie der „nationalistischen, militaristischen und autokratischen Großmachtideologie“ Russlands aus einer Erklärung der Partei zu streichen.
Der ebenfalls der Linken angehörende thüringische Ministerpräsident Bodo Ramelow attackierte neben Wagenknecht auch den früheren Parteivorsitzenden Klaus Ernst als „Putin-Propagandisten“. Ernst sprach sich gegen die über Russland verhängten Wirtschaftssanktionen aus und gab der NATO Mitschuld an der Eskalation des Konflikts. Neben Schröder, dem ehemaligen SED-Chef Egon Krenz und dem AfD-Vorsitzenden Tino Chrupalla nahm Ernst am 9. Mai 2023, dem Jahrestag des Siegs der Sowjetunion im Zweiten Weltkrieg, an einem Empfang in der russischen Botschaft in Berlin teil. Die Grünen-Politikerin Rebecca Harms spracht von den „deutschen Handlangern Putins“.
Sevim Dağdelen, die dem vom Deutschen Journalistenverband als „Propagandainstrument des Kremls“ eingestuften Sender Russia Today  regelmäßig Interviews gab, wurde von den Medien ebenfalls zu den führenden Putin-Verstehern in der Bundestagsfraktion der Linken gezählt. Während der Euromaidan-Revolution in Kiew in den ersten Wochen des Jahres 2014 nannte sie die prowestliche Opposition „Faschos in Militärkleidung“. Drei Tage vor dem Überfall auf die Ukraine im Februar 2022 beschwerte sie sich über das „Kriegsgeheul der Nato“. Die Zeit stellte in diese Reihe auch die Parteivorsitzende Janine Wissler sowie die Abgeordneten Petra Pau und Dietmar Bartsch.
Der Parteitag der Linken im Juni 2022 verabschiedete eine Resolution, in der der russische Angriffskrieg verurteilt wurde. Allerdings war zuvor eine ukrainische Sozialistin, die in ihrem Grußwort über die Lage in ihrem angegriffenen Land berichtet hatte, von einem Teil der Delegierten ausgebuht worden. Die FAZ befand daraufhin, dass viele in der Partei Putin als „Anführer eines sozialistischen Bruderstaats“ ansähen.

#### SPD
Auch die SPD sah sich dem Vorwurf ausgesetzt, „Partei der Putin-Versteher“ zu sein. Das Magazin Focus befand im April 2022 über die „russlandfreundlichen Friedensromantiker bei der SPD“:

„Viele von ihnen bezogen sich auf die Ost-Annäherung von Kanzler Willy Brandt und Egon Bahr, sparten aber den harten außenpolitischen Kurs des Brandt-Nachfolgers Helmut Schmidt aus. Der hanseatische SPD-Hardliner war es, der den Nato-Doppelbeschluss zur Stationierung atomarer Pershing-2-Mittelreckenraketen [sic] als Antwort auf das SS-20-Projekt der damaligen Sowjetunion gegen massiven Widerstand aus der eigenen Partei und der Bevölkerung durchsetzte. Am Ende gab ihm die Geschichte recht. Genau diese Linie der Nato, allen voran der USA, zwang den Warschauer Pakt in die Knie. Der eiserne Vorhang fiel und mit ihm das Sowjetreich.“

Der Historiker Gerd Koenen schrieb dazu im April 2022 im Spiegel:

„Die deutsche Politik wollte diese Dinge [Putins brutale Kriege in Tschetschenien, Georgien und im Donbass] in ihrer großen Mehrheit nicht sehen oder jedenfalls nicht klar benennen und verurteilen. Jenseits von AfD und Linken wollte die SPD das tatsächlich am wenigsten – weil sie hartnäckig daran glaubte, durch ihre altetablierten besonderen Beziehungen zu Russland eine ganz große europäische ‚Sicherheitsarchitektur‘ (so der magische Begriff) schaffen zu können, die von Wladiwostok bis Lissabon reichen werde, mit Deutschland als einer zentralen Garantie- und Brückenmacht.“

Der Historiker Heinrich August Winkler schrieb dazu im Juni 2022 ebenfalls im Spiegel:

„Von Gerhard Schröder hat sich die SPD nun in aller Form distanziert. Zudem kann sie mit Recht darauf verweisen, dass es ‚Putinversteher‘ auch bei den Christdemokraten und Christsozialen, in der deutschen Wirtschaft, unter renommierten Politikberatern und in den sogenannten gebildeten Kreisen gegeben hat und immer noch gibt. Und doch bleibt es erklärungsbedürftig, dass Fehleinschätzungen Putins und des Putinismus gerade in der SPD so krass zutage getreten sind.“

Die Wirtschaftswoche kommentierte kurz und knapp:

„Die Russland-Politik der SPD ist ein bleibender Schandfleck für die deutschen Sozialdemokraten. Die Partei braucht ein zweites Godesberg.“

Helmut Schmidt wurde von der Neuen Osnabrücker Zeitung wegen Äußerungen über die Annexion der Krim 2014 unter die Putinversteher eingereiht. Der Altbundeskanzler hatte sich an der Kritik des Westens an der völkerrechtswidrigen Annexion gestört, Putins Vorgehen hingegen als „durchaus verständlich“ bewertet.
Gerhard Schröder bekam vom Spiegel das Etikett „Frontmann der Putin-Versteher“. Der einstige Schachweltmeister Garri Kasparow bezeichnete den früheren Bundeskanzler sogar als „Handlanger des Regimes Putins“. Er war laut Kasparow „Putins fettester Fang“, durch sein Bündnis mit einem „autoritären Schlägertypen“ habe er die Demokratiebewegung in Russland geschädigt. Schröder bezeichnete Putin als „lupenreinen Demokraten“, begründete gemeinsam mit ihm das Pipeline-Projekt Nordstream und wurde später Aufsichtsrat des staatlichen russischen Energiekonzerns Rosneft; er ist enger persönlicher Freund Putins. Ende 2021 antwortete er in einem Interview auf die Frage: „Fürchten Sie, dass Russland in die Ukraine einmarschiert?“: „Was? Wer hätte ein Interesse daran? Dass Russland territoriale Veränderungen will, kann ich mir nicht vorstellen.“ Im April 2022 wurde ein Parteiausschlussverfahren gegen Gerhard Schröder wegen dessen anhaltender Nähe zu Wladimir Putin eingeleitet, nachdem 14 Anträge darauf von verschiedenen Gliederungen der SPD gestellt worden waren. Die Anträge wurden im März 2023 abgelehnt, Schröder blieb SPD-Mitglied.
Frank-Walter Steinmeier, der erst als Chef des Kanzleramtes unter Schröder, dann als langjähriger Bundesaußenminister die Russlandpolitik Berlins maßgeblich mitbestimmt hat, galt in den osteuropäischen EU-Staaten als „Russlandversteher“. Als Minister warf er den Kritikern der Außenpolitik des Kremls „lautes Säbelrasseln“ vor. Der Spiegel befand, Steinmeier sei „dem Mann im Kreml zu lange auf den Leim gegangen“. Seit seiner Wahl zum Bundespräsidenten 2017 ging Steinmeier auf Distanz zu Putin. Im Frühjahr 2022 erklärte er, Putin habe sich zu einem »eingebunkerten Kriegstreiber« entwickelt. „Es war eine Fehleinschätzung, dass wir – und auch ich – gedacht haben, dass auch ein Putin des Jahres 2022 am Ende nicht den totalen politischen, wirtschaftlichen und moralischen Ruin des Landes hinnehmen würde für seinen imperialen Wahn.“
Sigmar Gabriel, ehemaliger Wirtschafts- und Außenminister, bekam vom Magazin Focus das Etikett „ehemaliger Putin-Versteher“. Auch Die Zeit zählte Gabriel zu den „Putin-Verstehern“ und warf ihm vor, er habe 2014 den Verkauf der größten deutschen Gasspeicher von BASF an Gazprom für unbedenklich erklärt und überdies als Wirtschaftsminister „Geburtshilfe“ für Nord Stream 2 geleistet.
Martin Schulz, der frühere Präsident des Europäischen Parlaments und frühere SPD-Vorsitzende, wurde vom Magazin Focus zu den Putinverstehern gezählt. Er habe der „Hannover-Moskau-Connection“ um Schröder angehört und sei häufig „auf Kuschelkurs zu Moskau“ gegangen. Als der russische Dissident Alexei Nawalny vergiftet wurde, sprach sich Schulz dagegen aus, das Projekt Nord Stream 2 in Sanktionsmaßnahmen gegen Moskau einzubeziehen. Nach dem russischen Überfall auf die Ukraine räumte er im März 2022 ein, das Aggressionspotenzial Putins unterschätzt zu haben.
Manuela Schwesig, Ministerpräsidentin von Mecklenburg-Vorpommern, wurde wegen ihres Engagements für Gazprom und Nord Stream gar „Marionette Moskaus“ und „Handlangerin Putins“ genannt. Auch sie sprach sich dagegen aus, wegen des Anschlags auf Nawalny weitere Sanktionen über Moskau zu verhängen. Ihr wurde ihr Einsatz für die Stiftung Klima- und Umweltschutz MV vorgehalten, die gegründet worden war, um Sanktionen gegen Gazprom zu umgehen. Nach dem russischen Überfall auf die Ukraine sprach sie von einer „klaren Verletzung des Völkerrechts“. Zu ihrem Engagement für Nord Stream 2 erklärte sie: „Wir haben uns im guten Glauben für den Austausch mit Russland eingesetzt. Was damals richtig erschien, hat sich im Nachhinein als falsch erwiesen.“
Rolf Mützenich, der Vorsitzende der Bundestagsfraktion, wurde ebenfalls von manchen Medien zu den „Putinverstehern“ gezählt, was er nach eigenen Worten nicht nachvollziehen konnte. Doch räumte er ein, Putin falsch eingeschätzt zu haben, mit dem Angriff vom 24. Februar 2022 sei bei ihm „eine Reihe vermeintlicher Gewissheiten zerbrochen“.
Matthias Platzeck (SPD), der 2013 als Ministerpräsident von Brandenburg zurücktrat und im Jahr darauf den Vorsitz des Deutsch-Russischen Forums übernahm, forderte im November 2014, die Annexion der Krim völkerrechtlich anzuerkennen: „Die Annexion der Krim muss nachträglich völkerrechtlich geregelt werden, so dass sie für alle hinnehmbar ist. Wir müssen eine Lösung finden, bei der Putin nicht als Verlierer vom Feld geht.“ In seinem 2020 erschienenen Buch „Wir brauchen eine neue Ostpolitik“ behauptete er, dass von Russland keine Gefahr ausgehe, der Westen solle die Krim als russisches Territorium anerkennen. Auch forderte er die Aufhebung der über Russland verhängten Sanktionen. Der Spiegel nannte ihn den „langjährigen Chef-Russlandversteher“. Doch im März 2022 erklärte er: „Den Völkerrechts- und Kulturbruch, den der russische Präsident mit dem Überfall auf das Nachbarland, die Ukraine, befohlen hat, habe ich nicht für möglich gehalten.“ Jetzt müssten „unzählige Menschen leiden“, sei die Welt noch gefährlicher geworden. „Ich hätte es klarer sehen müssen.“ Platzeck trat als Vorsitzender des Deutsch-Russischen Forums zurück.
Klaus von Dohnanyi, Hamburgs ehemaliger Bürgermeister, gab im Januar 2022 in einem Interview zu Protokoll: „Ich sehe keine Radikalisierung bei Putin. Ich sehe eher die konsequente Verfolgung seines Ziels, wieder ein Faktor in der Weltpolitik zu werden.“ Der Westen habe Putin an die Seite Chinas gedrängt, um des Friedens willen müsse Deutschland die Amerikaner davon überzeugen, die Feindschaft mit Russland zu beenden. In seinem kurz vor dem russischen Überfall erschienenen Buch Nationale Interessen verurteilte er die „Dämonisierung Putins“ und beschrieb die Politik der NATO als alleinige Gefahr für Europa. „Natürlich habe ich mich geirrt“, gestand er zwei Wochen nach dem russischen Überfall auf die Ukraine ein, hielt aber an den Vorwürfen an die Adresse des Westens fest.
Ralf Stegner, führender Kopf der „Parlamentarischen Linken“ in der SPD, machte sich ebenfalls einen Namen als Putinversteher. Auch er nannte Warnungen westlicher Politiker und Publizisten vor dem russischen Militäraufmarsch an der Grenze zur Ukraine Ende 2021 „verbales Säbelrasseln“ gegenüber Moskau. Er warf den Kritikern der Russlandpolitik der Großen Koalition „einen rechthaberischen, besserwisserischen und unversöhnlichen Kulturkampfton“ vor, doch wurde ihm im Gegenzug vorgehalten, er unterstelle diesen Kritikern die „Rhetorik des Dritten Reichs“.
Als Außenseiter in der SPD galt hingegen Heiko Maas in seiner Zeit als Bundesaußenminister (2018–2021). Wegen seiner Kritik an der Politik Moskaus wurde er von führenden SPD-Politikern kritisiert, ihm wurde vorgeworfen, die Prinzipien der Ostpolitik Willy Brandts zu verraten.
Michael Roth, der Vorsitzende des Auswärtigen Ausschusses, forderte im April 2022 seine Partei auf, ihre Russland-Politik aufzuarbeiten. Die Süddeutsche Zeitung zitierte ihn mit den Worten:

„Die Verständigung mit Russland, die viele eingefordert haben, ging jahrelang zulasten der anderen Staaten des östlichen Europas, denen man faktisch ihre Souveränität abgesprochen hat, um aus übergeordnetem Interesse Frieden und Verständigung mit Russland zu erreichen. […] Wir müssen uns fragen, wieso wir so viele Putin-Versteher hatten. Die deutsche Bevölkerung war ja bis zum Schluss mehrheitlich der Auffassung, dass wir Nachsicht mit Putin üben müssen, um den Frieden um jeden Preis zu wahren.“

#### CDU/CSU
Auch Politiker von CDU/CSU wurden von deutschen Medien unter die „Putinversteher“ eingereiht. Es waren wirtschaftsfreundlich orientierte Politiker in der Union, die die EU-Sanktionen kritisierten. Der Osteuropa-Historiker Jan Claas Behrends stellte dazu fest, es sei diesen Kreisen „recht pragmatisch wohl eher ums Geschäftemachen“ gegangen: „Das war eine Politik, die Frau Merkel durchgesetzt hat, bis zum Schluss, wo sie in ihrer letzten Legislaturperiode noch konsequent verweigert hat, dass auch nur eine Flinte an die Ukraine geliefert wird.“
Der spätere CDU-Vorsitzende Armin Laschet wurde von der Welt nach der Annexion der Krim 2014 zu den „Putinverstehern in Deutschland“ gezählt. Laschet behauptete damals, zu viele Journalisten hätten sich ohne Not auf einen „Anti-Putin-Populismus“ festgelegt.

#### FDP
Auch die FDP geriet in den Verdacht, eine Partei der „Putinversteher“ zu sein. Diese Einschätzung ergab sich für die taz 2017 aus einem Vorschlag Christian Lindners, die Krim müsse als „dauerhaftes Provisorium“ angesehen werden.
Als führender „Putinversteher“ in der FDP galt Wolfgang Kubicki. Er forderte die Lockerungen der über Russland verhängten Sanktionen und gab der NATO die Mitschuld an der Eskalation des russisch-ukrainischen Kriegs. Im August 2022 forderte er die Öffnung der Ostseepipeline Nord Stream 2, doch FDP-Chef Lindner nannte die Forderung „falsch und abwegig“; auch Vertreter der Koalitionspartner SPD und Grüne kritisierten Kubicki. Auch die Jungen Liberalen, die Jugendorganisation der FDP, kritisierten Kubicki scharf. Allerdings räumte dieser gegenüber dem Spiegel auch ein, sich fundamental in seiner Einschätzung Putins geirrt zu haben: „Im Prinzip haben sich durch den Angriff Russlands auf die Ukraine 50 Jahre meiner politischen Agenda in Luft aufgelöst.“

### In Italien
Deutsche Berichterstatter verwenden den Begriff für italienische Politiker und Parteien, denen eine besondere Affinität zu Putin nachgesagt wird. Im Italienischen werden dafür die Begriffe amigo di Putin oder putiniano geprägt. Dazu gehören viele einstige sowjetnostalgische Anhänger der untergegangenen Kommunistischen Partei Italiens ebenso wie der rechts und euroskeptisch orientierten Parteien, an erster Stelle die Lega mit ihrem Spitzenmann Matteo Salvini und Cinque Stelle.
Der Spiegel nannte auch den ehemaligen Ministerpräsidenten Silvio Berlusconi einen Putin-Versteher. Berlusconi habe laut einer heimlich aufgenommenen Rede vor Kollegen der Forza Italia im Parlament Putin den „Ersten seiner fünf besten Freunde“ genannt.

### Im Journalismus und Kulturbereich
Die Publizistin Alice Schwarzer schrieb im März 2014 in einem Essay mit der Überschrift „Warum ich trotz allem Putin verstehe!“ auf ihrer Website: „Putin scheint heute das kleinere Übel – und in den Augen seiner Landsleute mutiert er gerade zum Helden. Der Westen wäre also gut beraten, weniger hoffärtig zu sein.“ Die Annexion der Krim setzte Alice Schwarzer mit der einseitig erklärten Loslösung des Kosovo von Serbien gleich. Zur Situation des Landes sagte sie: „Heute ist Russland umzingelt: an der Südflanke von überwiegend islamistisch beherrschten Staaten, an der Westflanke von Demokratien, die in dem satten Gefühl ihrer ökonomischen Macht in der Offensive sind.“ Die Publizistin Gabriele Krone-Schmalz, die bereits zu den Unterzeichnern des Appells für eine andere Russlandpolitik gehörte, wurde gleich von mehreren Medien mit der Bezeichnung „Putin-Versteher“ etikettiert. Krone-Schmalz selbst bezeichnete diese Bezeichnung als „einfach abartig und dumm“.
Der von Russland finanzierte Fernsehsender RT Deutsch lud den ostdeutschen Kabarettisten Uwe Steimle zu einem „Gespräch unter Putinverstehern“ ein. Im Mai 2023 äußerte Steimle, er halte Putin „für einen klugen Politiker, der [...] noch seine sieben Sinne beisammen“ habe, und er schätze „ihn als Menschen sehr“. Der linke Liedermacher, langjährige Bundestagsabgeordnete und ehemalige Stasi-IM Diether Dehm bezeichnete sich unmittelbar nach dem russischen Überfall auf die Ukraine 2022 in einem Gespräch mit dem Journalisten Boris Reitschuster vor der Flagge der Sowjetunion sitzend weiterhin als „Putinversteher“.
Nach den Enthüllungen um den Putin-Biografen Hubert Seipel, der hohe Geldsummen aus Russland erhalten hatte, schrieb Markus Wehner 2023 in der FAZ, dass deutsche Talkshows Putinversteher und Kreml-Apologeten jahrelang hofiert hätten.

## Einzelbelege
1. ↑  Andreas Umland: The Putinverstehers’ Misconceived Charge of Russophobia: How Western Apology for the Kremlin’s Current Behavior Contradicts Russian National Interests. CSS, ETH Zürich, 2016.
2. 1 2  „Lügenpresse“ ist Unwort des Jahres 2014. dw.com, 13. Januar 2015.
3. ↑  Putinversteher bekommt englischen Wikipediaeintrag. faz.net, 4. April 2022.
4. ↑   Zeitschrift Osteuropa, 2014.
5. ↑  Für immer Russlandversteher: Viele Deutsche nehmen Ukraine nicht ernst. berliner-zeitung.de, 9. April 2022.
6. ↑  Die blutige Quittung sueddeutsche.de, 14. März 2022.
7. ↑  Moskau lässt grüßen zeit.de, 18. März 2022.
8. ↑  Die Putin-Versteher der SPD: Alle wollten das Unheil trotz Signale nicht kommen sehen focus.de, 9. April 2022.
9. ↑  Die «Putin-Versteher» und ihre Irrtümer nzz.ch, 11. Januar 2016.
10. ↑  «Putin-Versteher» sind nicht das Gleiche wie Russland-Versteher Journal21, 4. April 2022.
11. ↑  Der Machtwechsel in der Ukraine lässt zu viele Fragen offen zeit.de, 24. Februar 2015, abgerufen am 12. Mai 2022.
12. ↑  Die wahrhaften Putin-Versteher Telepolis, 27. März 2014, abgerufen am 12. Mai 2022.
13. ↑  Gesellschaft: „Putin-Versteher“ für Unwort des Jahres 2014 vorgeschlagen. sueddeutsche.de, 8. November 2014.
14. ↑  Was die Putin-Versteher in Deutschland antreibt welt.de, 20. März 2014.
15. ↑  AfD und Linke - Propagandahilfe für Putin www1wdr.de, 27. Februar 2022.
16. ↑  Wie sich zwei Putin-Versteher von Linke und AfD mit der Vorhof-Theorie für Russland einsetzen focus.de, 17. Februar 2022.
17. ↑  »Eine Verbindung aus illusorischen Größenfantasien und robustem Geschäftssinn« spiegel.de, 28. April 2022.
18. ↑  Thomas Urban: Verstellter Blick. Die deutsche Ostpolitik. Berlin 2022, S. 59.
19. ↑  Wie der Krieg Deutschland verändert spiegel.de, 25. März 2022.
20. ↑  Moskau lässt grüßen zeit.de, 18. März 2022.
21. ↑  Was die Putin-Versteher in Deutschland antreibt welt.de, 20. März 2014.
22. ↑  AfD-Chef Chrupalla: „Ich bin kein Putin-Versteher“ sueddeutsche.de, 8. April 2022.
23. ↑  Schröder und Chrupalla zu Gast bei Empfang in der russischen Botschaft sueddeutsche.de, 10. Mai 2023.
24. ↑  „Putin-Jünger“ gegen „NATO-Boys“ faz.net, 21. Juli 2023.
25. ↑  Linkspartei in der Krim-Krise. Die Putin-Versteher spiegel.de, 17. März 2014.
26. ↑  Linkspartei in der Krim-Krise. Die Putin-Versteher spiegel.de, 17. März 2014.
27. ↑  Miriam Hollstein: Gysi schwört Putin ab: „Ich bin restlos mit ihm fertig!“ t-online, 27. Februar 2022.
28. ↑  Tanaj Kunesch: Eklat in Linkspartei wegen Putins Krieg: Gysi wirft Wagenknecht „völlige Emotionslosigkeit“ vor. In: Der Tagesspiegel, 1. März 2022.
29. ↑  Hört auf mit dem Kapitulationsgerede! spiegel.de, 22. März 2022.
30. ↑  AfD und Linke - Propagandahilfe für Putin www1wdr.de, 27. Februar 2022.
31. ↑  Der Westen muss „Putin-Versteher“ werden. stern.de, 14. Februar 2022.
32. ↑  Lafontaine: Der Westen muss "Putin-Versteher" werden sueddeutsche.de, 14. Februar 2022.
33. ↑  »Einige empfinden es schon als sexuelles Mobbing, wenn ein männlicher Kollege eine Frau kritisiert« spiegel.de, 6. Mai 2022.
34. ↑  Moskau lässt grüßen zeit.de, 18. März 2022.
35. ↑  Linkspartei in der Krim-Krise. Die Putin-Versteher spiegel.de, 17. März 2014.
36. ↑  Moskau lässt grüßen zeit.de, 18. März 2022.
37. ↑  Aufstand der Wagenknechte spiegel.de, 11. März 2022.
38. ↑  Wagenknechts Antrag zu Russland wird deutlich abgelehnt spiegel.de, 25. Juni 2022.
39. ↑  Sahra Wagenknecht als Rednerin bei Linke-Protest ausgeladen spiegel.de, 30. August 2022.
40. ↑  Die Linke und Putins Krieg taz.de, 30. März 2022.
41. ↑  Schröder und Chrupalla zu Gast bei Empfang in der russischen Botschaft sueddeutsche.de, 10. Mai 2023.
42. ↑  Wir geben uns für Propaganda nicht her faz.net, 19. April 2019.
43. ↑  Was die Putin-Versteher in Deutschland antreibt welt.de, 20. März 2014.
44. ↑  Grüne und Linke streiten über Ukraine sueddeutsche.de, 20. Februar 2014.
45. ↑  Hört auf mit dem Kapitulationsgerede! spiegel.de, 22. März 2022.
46. ↑  Moskau lässt grüßen zeit.de, 18. März 2022.
47. ↑  »Das ist die Einzelmeinung des Parteimitglieds Wagenknecht« spiegel.de, 7. August 2022.
48. ↑  Die Linke ist moralisch bankrott, faz.net, 26. Juni 2022.
49. ↑  Die SPD und der Krieg: Warum der Kanzler seine Russland-Politik nicht verschärft handelsblatt.de, 20. April 2022.
50. ↑  Die Putin-Versteher der SPD: Alle wollten das Unheil trotz Signale nicht kommen sehen focus.de, 9. April 2022.
51. ↑  »Eine Verbindung aus illusorischen Größenfantasien und robustem Geschäftssinn« spiegel.de, 28. April 2022.
52. ↑  Eine detaillierte Aufarbeitung der Rolle der SPD ist angebracht wiwo.de, 27. April 2022.
53. ↑  Uwe Westdörp: „Putin-Versteher“? Helmut Schmidt, Russland und die Ukraine. Neue Osnabrücker Zeitung (NOZ), 13. März 2022, abgerufen am 12. Juni 2022.
54. ↑  Helmut Schmidt hat Verständnis für Putins Krim-Politik. zeit.de, 26. März 2014.
55. ↑  Die Sinnkrise der Sozialdemokraten spiegel.de, 22. April 2022.
56. ↑  Sarah Hucal: Das deutsche Wort „Putinversteher“ geht um die Welt. Deutsche Welle, 9. April 2022.
57. ↑  Interview mit Gerhard Schröder. In: „Der Stern“. Ausgabe 49/2021. 2. Dezember 2021. S. 42.
58. ↑  Schon 14 Anträge für Parteiausschlussverfahren eingegangen. Der Tagesspiegel, 25. April 2022, abgerufen am 7. Juni 2022.
59. ↑  Schröder darf in der SPD bleiben sueddeutsche.de, 2. März 2023.
60. ↑  Steinmeier büßt für die deutsche Russlandpolitik faz.net, 12. April 2022.
61. ↑  Die SPD und der Kreml. Die Russlandversteher br.de, 27. Juni 2016.
62. ↑  Fataler Fehler in der Steinmeier-Formel spiegel.de, 1. April 2022.
63. ↑  Steinmeier nennt Putin einen »eingebunkerten Kriegstreiber« spiegel.de, 5. April 2022.
64. ↑  Sieb im Kopf: Woran sich Putin-Freund Sigmar Gabriel auf einmal nicht mehr erinnern kann focus.de, 30. April 2022.
65. ↑  Moskau lässt grüßen zeit.de, 18. März 2022.
66. ↑  Die Putin-Versteher der SPD: Alle wollten das Unheil trotz Signale nicht kommen sehen focus.de, 9. April 2022.
67. ↑  Schwesig mauert, doch Blick in ihre Biografie offenbart den Grund für die Putin-Nähe focus.de, 21. April 2022.
68. ↑  Die seltsame Moskau-Begeisterung der Manuela Schwesig spiegel.de, 5. April 2022.
69. ↑  Ein Mann durchlebt seinen politischen Albtraum spiegel.de, 20. Mai 2022.
70. ↑  Interview mit SPD-Fraktionschef Mützenich: „Ich bin ganz sicher kein Putin-Versteher“ In: Augsburger Allgemeine vom 4. Oktober 2023.
71. ↑  Platzeck will Russlands Annexion der Krim legalisieren. In: Süddeutsche Zeitung, 18. November 2014.
72. ↑  12 Germans who got played by Putin politico, 5. Mai 2022.
73. ↑  Hört auf mit dem Kapitulationsgerede! spiegel.de, 22. März 2022.
74. ↑  Moskau lässt grüßen zeit.de, 18. März 2022.
75. ↑  Matthias Iken: Klaus von Dohnanyi: „Ich sehe bei Putin keine Radikalisierung.“ In: Hamburger Abendblatt, 14. Januar 2022.
76. ↑  Hört auf mit dem Kapitulationsgerede! spiegel.de, 22. März 2022.
77. ↑  SPD: Die ehemaligen Putin-Versteher wollen nichts mehr davon wissen theeuropean.de, 17. März 2022.
78. ↑  Stegner vergleicht Kritik an Russlandpolitik mit Rhetorik im Dritten Reich tagesspiegel.de, 14. April 2022.
79. ↑  Die Moskau-Connection faz.net, 13. März 2023.
80. ↑  Der Druck auf Scholz wächst sueddeutsche.de, 11. April 2022.
81. ↑  Auch die Union hat ein Russlandproblem spiegel.de, 17. Juni 2022.
82. ↑  Warum die Entspannungspolitik keinen Wandel durch Annäherung brachte deutschlandfunk.de, 24. Mai 2022.
83. ↑  Krim-Krise: Was die Putin-Versteher in Deutschland antreibt. welt.de, 20. März 2014.
84. ↑  Die Mär vom irren Iwan spiegel.de, 31. März 2014.
85. ↑  Barbara Oertel: Lindner gibt den Putin-Versteher. taz.de, 7. August 2017, abgerufen am 13. Juni 2022.
86. ↑  Liebesgrüße nach Moskau t-online.de, 19. April 2022.
87. ↑  Kubicki will Pipeline Nord Stream 2 "schleunigst öffnen" sueddeutsche.de, 19. August 2022.
88. ↑  Nord Stream 2: Junge Liberale kritisieren Kubicki scharf sueddeutsche.de, 19. August 2022.
89. ↑  »50 Jahre meiner politischen Agenda haben sich in Luft aufgelöst« spiegel.de, 9. April 2022.
90. ↑  Italiens Russlandfreunde werden vom Kreml instrumentalisiert faz.net, 28. Juli 2022.
91. ↑  Italien: Wladimir Putin soll Silvio Berlusconi 20 Flaschen Wodka zum Geburtstag geschickt haben spiegel.de, 19. Oktober 2022.
92. ↑  Alice Schwarzer: Warum ich trotz allem Putin verstehe! Auf aliceschwarzer.de, 18. März 2014.
93. ↑  Wieder Krieg in Europa? Nicht in unserem Namen! Roman Herzog, Antje Vollmer, Wim Wenders, Gerhard Schröder und viele weitere fordern in einem Appell zum Dialog mit Russland auf. Zeit Online dokumentiert den Aufruf. zeit.de, 5. Dezember 2014, abgerufen am 11. Juli 2015.
94. ↑  Wer ist die Frau, die bei Lanz Kopfschütteln auslöste? t-online.de, 25. Februar 2022.
95. ↑  Gabriele Krone-Schmalz: Sie ist die Putin-Versteherin augsburger-allgemeine.de, 15. Februar 2016.
96. ↑  „Medien sollen Politik erklären und keine machen“ aachener-nachrichten.de, 30. August 2014.
97. ↑  Heinrich Löbbers: Fourschbar. Sächsische Zeitung, 28. November 2016.
98. ↑  Umstrittener Kabarettist nennt Putin einen "klugen Politiker" www.t-online.de, 10. Mai 2023
99. ↑  Lennart Pfahler: Ein Linker auf Putins Mission. In: Die Welt vom 8. März 2022.
100. ↑  Markus Wehner, Berlin: Fall Hubert Seipel: Wie deutsche Talk-Shows die Putin-Versteher hofierten. In: FAZ.NET. 16. November 2023, ISSN 0174-4909 (faz.net [abgerufen am 17. November 2023]).